# Anápolis
Pour les articles homonymes, voir Annapolis (homonymie).
Ne doit pas être confondu avec Annapolis.
Anápolis est une ville de l'État de Goiás, au Brésil. Sa population s'élevait à 342 347 habitants en 2012.

## Géographie
La ville est située entre la capitale fédérale, Brasília, et la capitale de l'État, Goiânia. L'axe Goiânia-Anápolis-Brasília est la région plus développée et peuplée dans le Centre-Ouest brésilien.
La municipalité s'étend sur 918 km2.

## Économie
Le produit intérieur brut (PIB) est de 10 059 milliards de réaux en 2010.

## Transports
Anápolis possède un aéroport (code AITA : APS), et une base aérienne de la Force aérienne brésilienne.

## Climat
Anápolis a un climat tropical avec une saison sèche. L'hiver, de mai à août, c'est la saison plus sèche. La température minimale moyenne est de 15 °C.
Le printemps est la saison plus chaude, avec une température maximale moyenne de 31 °C. L'été est la période plus pluvieuse.
| Mois                                  | jan.      | fév.      | mars      | avril    | mai     | juin      | jui.     | août      | sep.    | oct.      | nov.      | déc.      | année   |
| ------------------------------------- | --------- | --------- | --------- | -------- | ------- | --------- | -------- | --------- | ------- | --------- | --------- | --------- | ------- |
| Température minimale moyenne (°C)     | 19,1      | 19,3      | 19,6      | 19       | 17,5    | 15,5      | 14,9     | 16,5      | 18      | 18,7      | 18,7      | 18,9      | 18      |
| Température maximale moyenne (°C)     | 26,6      | 27,7      | 27,6      | 28,1     | 27,7    | 27        | 26,8     | 28,4      | 29,2    | 28,2      | 27,3      | 26,2      | 27,6    |
| Record de froid (°C) date du record   | 16 1981   | 15,5 1981 | 14,5 1981 | 5,1 1990 | 7 1983  | 4 1981    | 6,5 1990 | 8 1981    | 11 1981 | 14,3 1987 | 14,5 1982 | 14,5 1981 | 4 1981  |
| Record de chaleur (°C) date du record | 33,3 1981 | 32,5 1981 | 32 1981   | 32 1990  | 31 1983 | 36,5 1981 | 32 1990  | 33,5 1981 | 35 1981 | 34,5 1987 | 37 1982   | 32,5 1981 | 37 1982 |
| Précipitations (mm)                   | 280,7     | 165,9     | 262,5     | 114,9    | 42,6    | 6         | 13,5     | 48        | 47,6    | 124,9     | 153,9     | 205       | 1 465,5 |

## Maires
| Période           | Période          | Identité                | Étiquette | Qualité                         |
| ----------------- | ---------------- | ----------------------- | --------- | ------------------------------- |
| 1er janvier 2009  | 31 décembre 2016 | Antônio Roberto Gomide  | PT        | Conseiller municipal (Vereador) |
| 1er décembre 2003 | 31 décembre 2008 | Pedro Fernando Sahium   | PSB       | Conseiller municipal (Vereador) |
| 20 août 2003      | 30 novembre 2003 | Alcides Rodrigues Filho | PP        | Vice-gouverneur                 |
| 1er janvier 2001  | 19 août 2003     | Ernani José de Paula    | PPS       |                                 |

## Jumelages
- Viseu (Portugal)
- Lublin (Pologne)
- Juiz de Fora (Brésil)